# Madame Charlot
Pour plus de détails, voir Fiche technique et Distribution.
Madame Charlot (titre original : A Busy Day) est une comédie burlesque américaine réalisée par Mack Sennett avec Charlie Chaplin, sortie le 7 mai 1914.

## Synopsis
Un couple assiste au défilé militaire organisé à l'occasion de l'agrandissement du port de Los Angeles. Peu satisfait de son épouse grossière et désagréable (interprétée par un Charlie Chaplin travesti), le mari se met à flirter avec sa voisine de gradin, puis s'éloigne avec elle.
L'épouse n'apprécie pas, et court rattraper son mari, gênant au passage une équipe de tournage en train de filmer le défilé. Devenue incontrôlable, la mégère distribue coups de pied aux fesses et coups d'ombrelle sur la tête à son mari, au réalisateur et à un policier qui tente en vain de la calmer.
Exaspéré, le mari finit par pousser son épouse acariâtre dans l'eau du port, sous les yeux de toute l'assistance.

## Fiche technique
- Titre original : A Busy Day
- Titre alternatif : La Jalousie de Charlot
- Réalisation : Mack Sennett
- Scénario : Charlie Chaplin
- Photo : Frank D. Williams
- Producteur : Mack Sennett
- Société de production : Keystone
- Société de distribution : Mutual Film
- Langue : film muet avec les intertitres en anglais
- Pays d'origine : États-Unis
- Format : Noir et Blanc - Muet - 1,33:1
- Genre : Comédie, Film burlesque
- Date de sortie : 1914

## Distribution
- Charlie Chaplin : l'épouse acariâtre
- Mack Swain : le mari
- Phyllis Allen : l'autre femme
- Mack Sennett : le réalisateur (non crédité)
- Billy Gilbert : le policier (non crédité)